# Straßburger Straße (metrostation)
Straßburger Straße is een metrostation in het stadsdeel Dulsberg van de Duitse stad Hamburg. Het station werd geopend op 3 maart 1963 en wordt bediend door lijn U1 van de metro van Hamburg.